# Cantone di Marchenoir
Il Cantone di Marchenoir era una divisione amministrativa dell'arrondissement di Blois.
È stato soppresso a seguito della riforma complessiva dei cantoni del 2014, che è entrata in vigore con le elezioni dipartimentali del 2015.
Comprendeva i comuni di:
- Autainville
- Beauvilliers
- Boisseau
- Briou
- Conan
- Concriers
- Josnes
- Lorges
- La Madeleine-Villefrouin
- Marchenoir
- Oucques
- Le Plessis-l'Échelle
- Roches
- Saint-Laurent-des-Bois
- Saint-Léonard-en-Beauce
- Séris
- Talcy
- Villeneuve-Frouville